# Plongeon aux Jeux olympiques d'été de 2020
Navigation
Rio de Janeiro 2016 Paris 2024
Les épreuves de plongeon aux Jeux olympiques d'été de 2020 se déroulent au Centre aquatique olympique de Tokyo au Japon, du 25 juillet au 7 août 2021. Il s'agit de la 27e apparition du plongeon aux Jeux olympiques.

## Organisation

### Désignation du pays hôte
Le 23 mai 2012, le Comité international olympique sélectionne trois villes candidates, qui sont les trois villes ayant demandé à organiser les Jeux olympiques. Il s'agit d'Istanbul, Madrid et Tokyo.
Le 7 septembre 2013, lors de la 125e session du CIO à Buenos Aires, les membres du Comité élisent Tokyo lors du second tour du scrutin, avec 60 voix sur 96 votants.

### Calendrier
La compétition a lieu lors de deux sessions quotidiennes : une le matin et une l'après-midi.
| S | Séries | ½ | Demi-finales | F | Finales |

| Date →                                 | 25 | 25 | 26 | 26 | 27 | 27 | 28 | 28 | 29 | 29 | 30 | 30 | 31 | 31 | 1 | 1 | 2 | 2 | 3 | 3 | 4 | 4 | 5 | 5 | 6 | 6 | 7 | 7 |
| Épreuve ↓                              | M  | A  | M  | A  | M  | A  | M  | A  | M  | A  | M  | A  | M  | A  | M | A | M | A | M | A | M | A | M | A | M | A | M | A |
| -------------------------------------- | -- | -- | -- | -- | -- | -- | -- | -- | -- | -- | -- | -- | -- | -- | - | - | - | - | - | - | - | - | - | - | - | - | - | - |
| Tremplin à 3 mètres hommes             |    |    |    |    |    |    |    |    |    |    |    |    |    |    |   |   |   | S | ½ | F |   |   |   |   |   |   |   |   |
| Haut-vol à 10 mètres hommes            |    |    |    |    |    |    |    |    |    |    |    |    |    |    |   |   |   |   |   |   |   |   |   |   |   | S | ½ | F |
| Tremplin à 3 mètres synchronisé hommes |    |    |    |    |    |    |    | F  |    |    |    |    |    |    |   |   |   |   |   |   |   |   |   |   |   |   |   |   |
| Haut-vol à 10 m synchronisé hommes     |    |    |    | F  |    |    |    |    |    |    |    |    |    |    |   |   |   |   |   |   |   |   |   |   |   |   |   |   |
| Tremplin à 3 mètres femmes             |    |    |    |    |    |    |    |    |    |    |    | S  |    | ½  |   | F |   |   |   |   |   |   |   |   |   |   |   |   |
| Haut-vol à 10 mètres femmes            |    |    |    |    |    |    |    |    |    |    |    |    |    |    |   |   |   |   |   |   |   | S | ½ | F |   |   |   |   |
| Tremplin à 3 mètres synchronisé femmes |    | F  |    |    |    |    |    |    |    |    |    |    |    |    |   |   |   |   |   |   |   |   |   |   |   |   |   |   |
| Haut-vol à 10 m synchronisé femmes     |    |    |    |    |    | F  |    |    |    |    |    |    |    |    |   |   |   |   |   |   |   |   |   |   |   |   |   |   |

## Médaillés
| Épreuves                    | Or                                  | Argent                                        | Bronze                                    |
| --------------------------- | ----------------------------------- | --------------------------------------------- | ----------------------------------------- |
| Hommes                      |                                     |                                               |                                           |
| Tremplin à 3 m              | Xie Siyi                            | Wang Zongyuan                                 | Jack Laugher                              |
| Haut-vol à 10 m             | Cao Yuan                            | Yang Jian                                     | Tom Daley                                 |
| Tremplin à 3 m synchronisé  | Chine Xie Siyi Wang Zongyuan        | États-Unis Andrew Capobianco Michael Hixon    | Allemagne Patrick Hausding Lars Rüdiger   |
| Haut-vol à 10 m synchronisé | Grande-Bretagne Tom Daley Matty Lee | Chine Cao Yuan Chen Aisen                     | ROC Aleksandr Bondar Viktor Minibaev      |
| Femmes                      |                                     |                                               |                                           |
| Tremplin à 3 m              | Shi Tingmao                         | Wang Han                                      | Krysta Palmer                             |
| Haut-vol à 10 m             | Quan Hongchan                       | Chen Yuxi                                     | Melissa Wu                                |
| Tremplin à 3 m synchronisé  | Chine Shi Tingmao Wang Han          | Canada Jennifer Abel Mélissa Citrini-Beaulieu | Allemagne Lena Hentschel Tina Punzel      |
| Haut-vol à 10 m synchronisé | Chine Chen Yuxi Zhang Jiaqi         | États-Unis Jessica Parratto Delaney Schnell   | Mexique Gabriela Agúndez Alejandra Orozco |

## Tableau des médailles
- Pays organisateur ( Japon)

| Rang  | Nation          | Or | Argent | Bronze | Total |
| ----- | --------------- | -- | ------ | ------ | ----- |
| 1     | Chine           | 7  | 5      | 0      | 12    |
| 2     | Grande-Bretagne | 1  | 0      | 2      | 3     |
| 3     | États-Unis      | 0  | 2      | 1      | 3     |
| 4     | Canada          | 0  | 1      | 0      | 1     |
| 5     | Allemagne       | 0  | 0      | 2      | 2     |
| 6     | Australie       | 0  | 0      | 1      | 1     |
| 6     | Mexique         | 0  | 0      | 1      | 1     |
| 6     | ROC             | 0  | 0      | 1      | 1     |
| Total | Total           | 8  | 8      | 8      | 24    |